# Pionizacja
Pionizacja – proces polegający na uzyskaniu wyprostowanej postawy ciała, związany z zamianą funkcji podporowych kończyn górnych na funkcje manipulacyjne. Dziecko w naturalny sposób dąży do uzyskania postawy pionowej kształtując poszczególne partie mięśni. Pionizacja następuje gdy miednica jest stabilna, a rozwinięte mięśnie ustawiają kość krzyżową pomiędzy kośćmi biodrowymi.